# Bob Kinney
Robert Paul Kinney, detto Bob (Fort Scott, 16 settembre 1920 – Asheville, 2 settembre 1985), è stato un cestista statunitense, professionista nella NBL, nella BAA, nella NBA e nella NPBL.